# Крутиха (Топчихинский район)
Крутиха — посёлок в Топчихинском районе Алтайского края. Входит в состав Фунтиковского сельсовета.

## История
В 1928 году состоял из 51 хозяйства, основное население — русские. В административном отношении посёлок входил в состав Колпаковского сельсовета Чистюньского района Барнаульского округа Сибирского края.

## Население
| 1926 | 1997 | 1998 | 1999 | 2000 | 2001 |
| ---- | ---- | ---- | ---- | ---- | ---- |
| 270  | ↘163 | ↘158 | ↘157 | ↗161 | ↘147 |
| 2002 | 2003 | 2004 | 2005 | 2006 | 2007 |
| ↘141 | ↘132 | ↘128 | ↘111 | ↘109 | ↗120 |
| 2008 | 2009 | 2010 | 2011 | 2012 | 2013 |
| ↘118 | ↘111 | ↘87  | ↗88  | ↘78  | ↘69  |

### Национальный состав
Согласно результатам переписи 2002 года, в национальной структуре населения русские составляли 96 %.